# Kirche San Martino (Calonico)

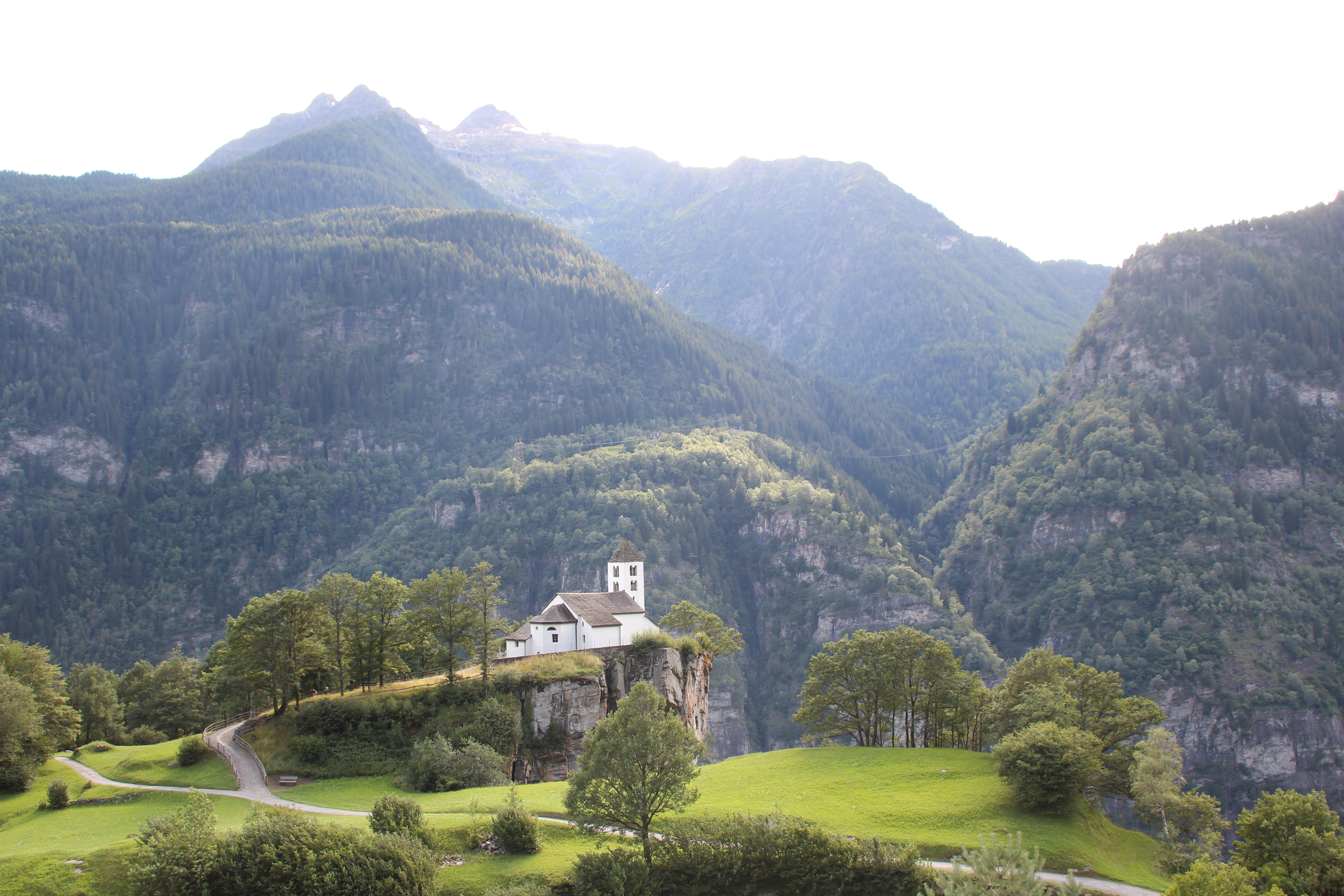
Ansicht vom Dorf

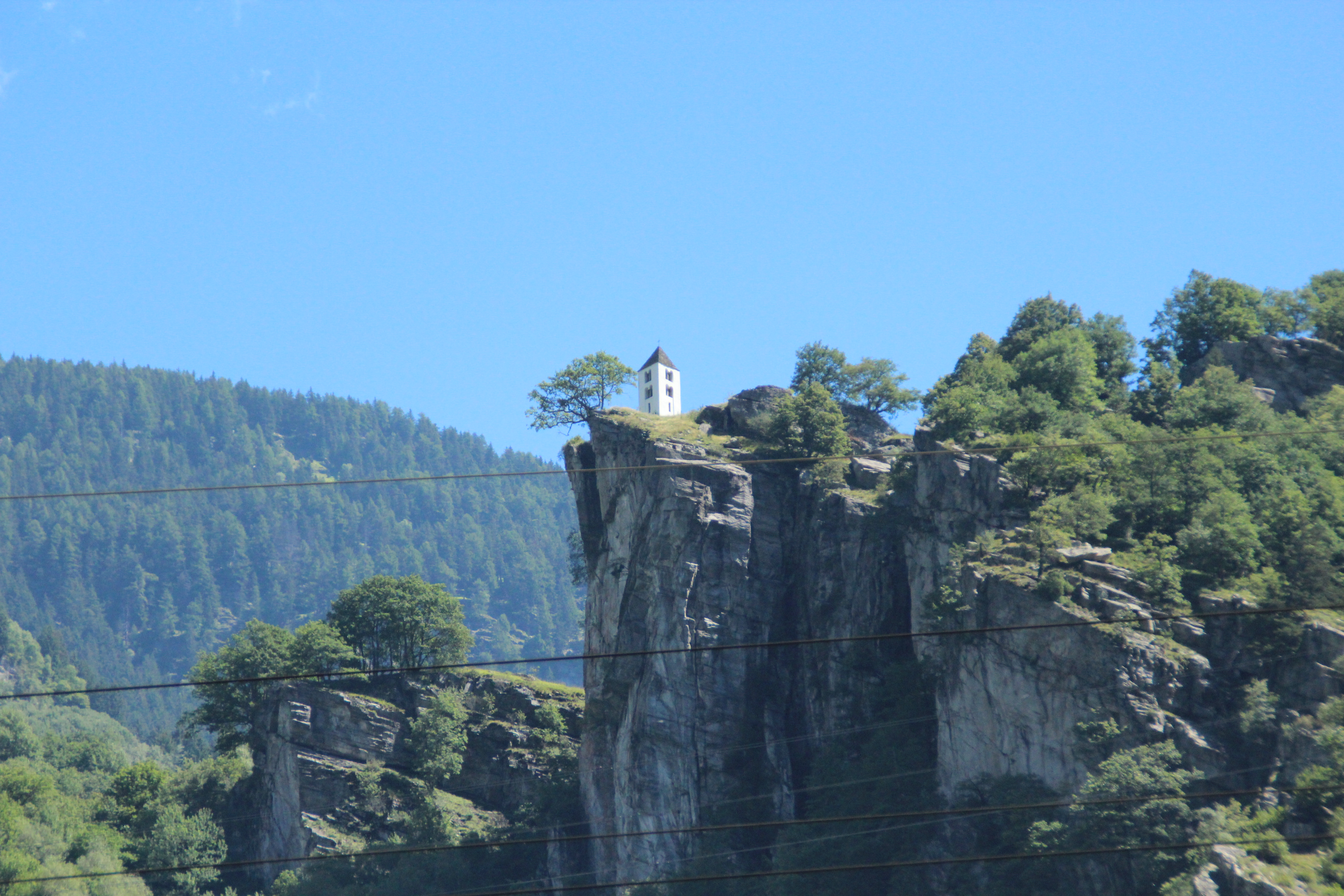
Ansicht vom Talboden aus

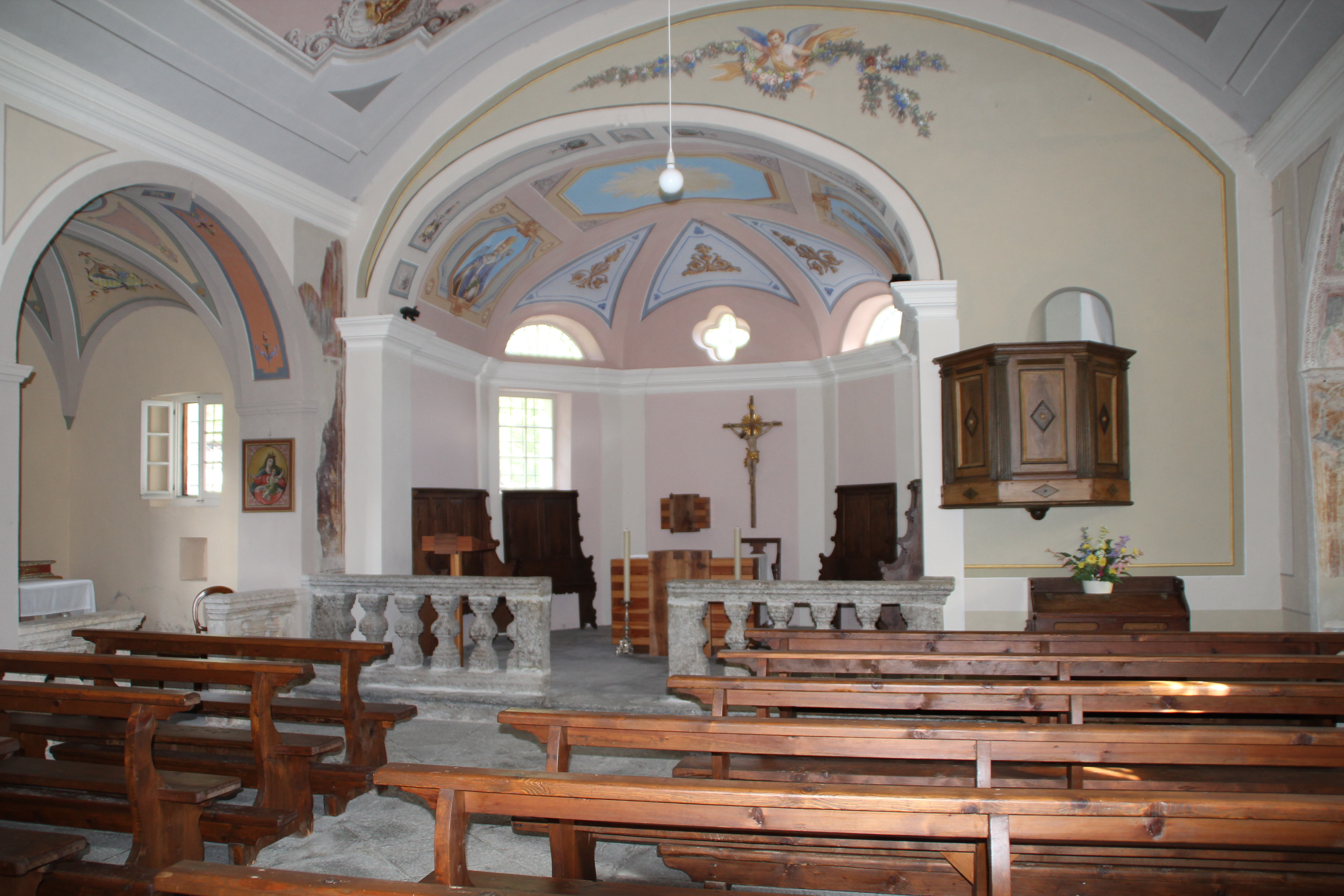
Innenraum

Die Kirche San Martino steht am westlichen Rand des Dorfes Calonico im schweizerischen Kanton Tessin. Dank ihrer dominanten Lage hoch über der Leventina ist sie von weither sichtbar. Die Kirche ist dem heiligen Martin von Tours geweiht.

## Geschichte
Von der im Jahr 1200 erstmals erwähnten Kirche hat sich nur der zweistöckige romanische Turm vor der Westseite mit doppelten Bogenfenstern erhalten. Die vom Friedhof umgebene Kirche wurde offenbar im 17. Jahrhundert total umgebaut. Das Beinhaus an der Südwestecke stammt aus dem Jahr 1849.

## Beschreibung
Der dreiseitig geschlossene Chor liegt nördlich der Mittelachse. Das Tonnengewölbe stammt aus dem 18. oder 19. Jahrhundert. In der nördlichen Seitenkapelle stehen ein Holzaltar mit gedrehten Säulen, vier Heiligenfiguren und eine Marienstatue. In der gegenüberliegenden Kapelle finden sich Reste von Bemalungen mit Darstellungen aus dem Leben des heiligen Karl Borromäus aus der zweiten Hälfte des 17. Jahrhunderts.

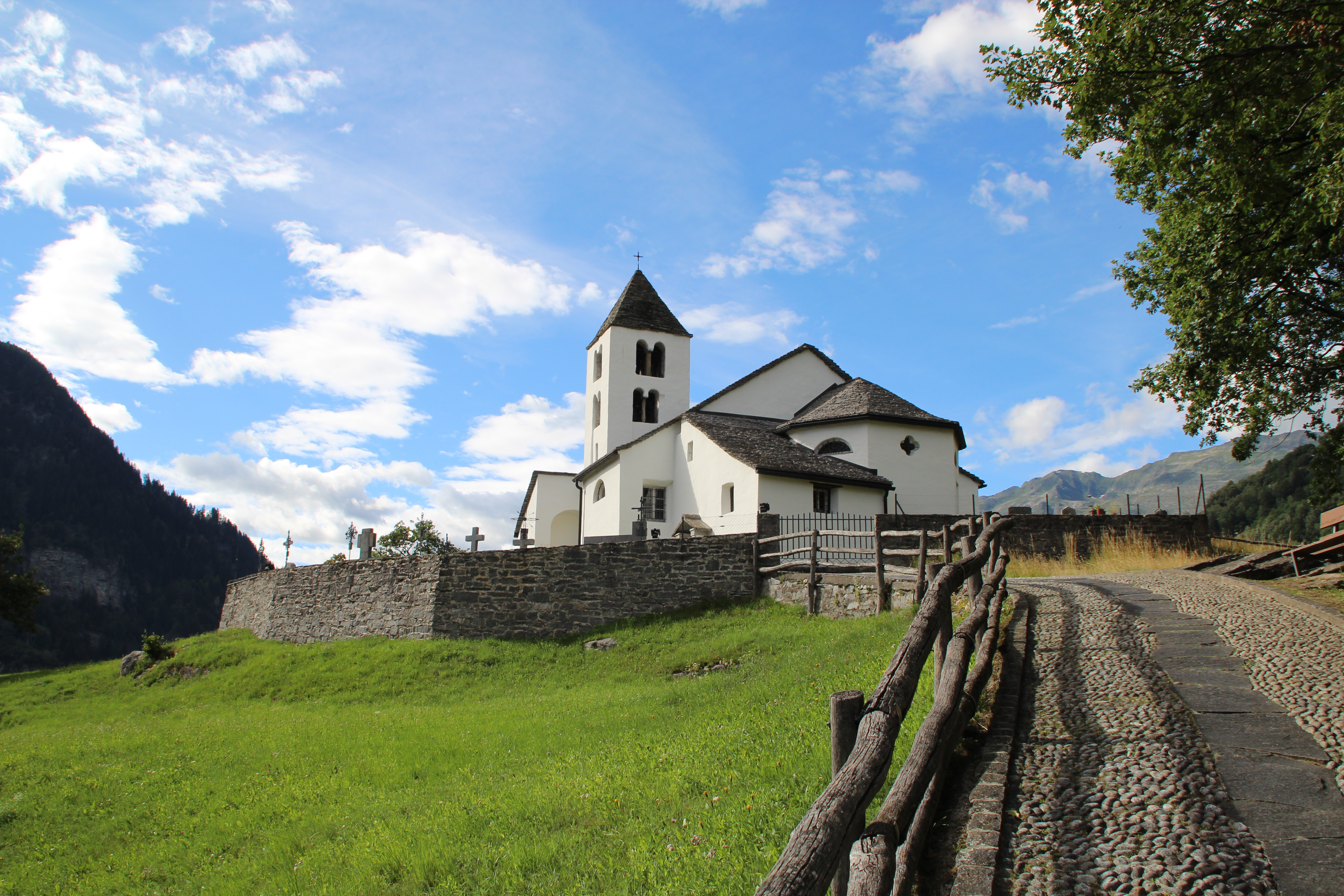
Aufgang
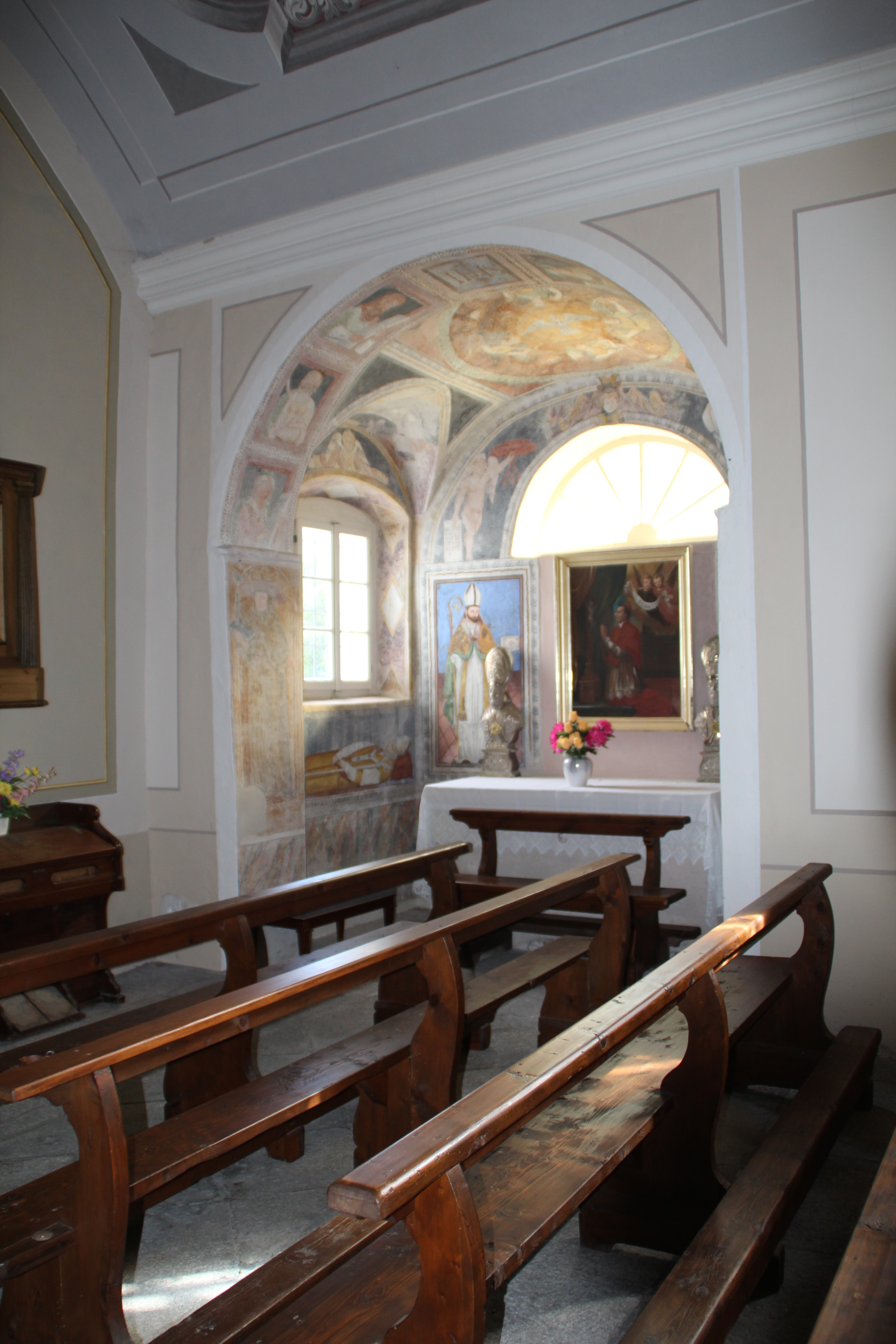
Rechte Seitenkapelle
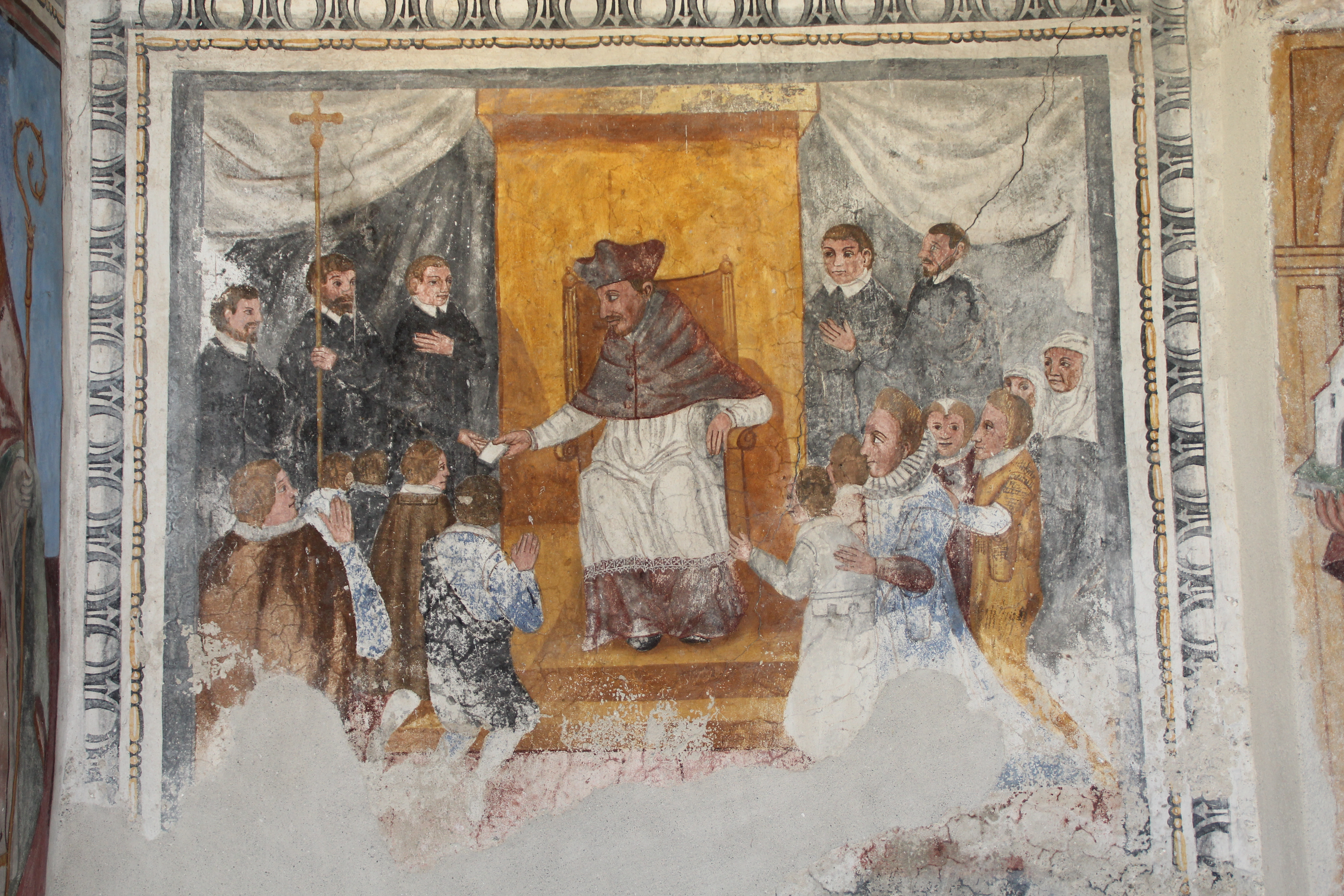
Karl Borromäus
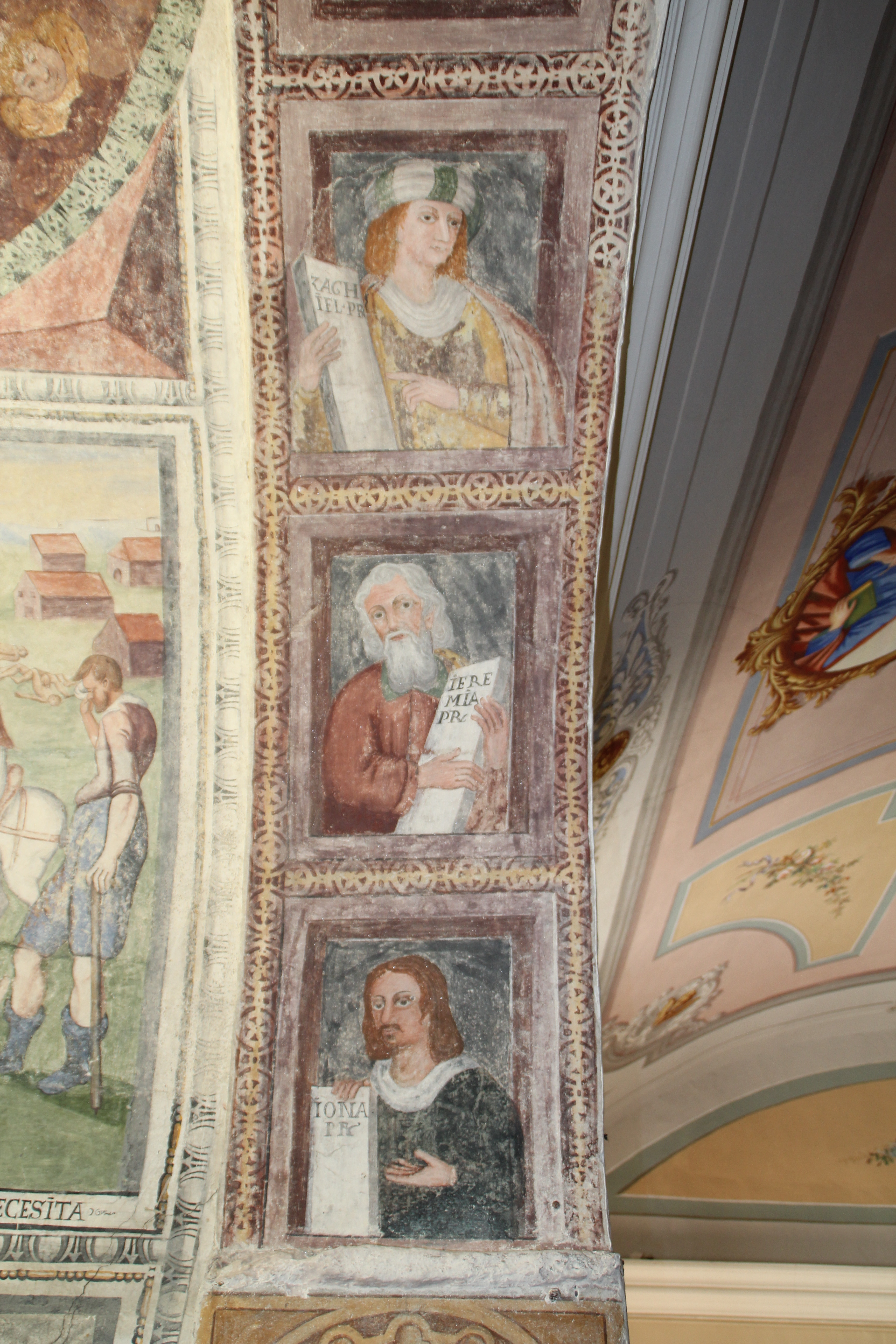
Chorbogen